# Памятник А. С. Пушкину (Вашингтон)
Памятник А. С. Пушкину — памятник русскому поэту Александру Сергеевичу Пушкину в Вашингтоне, США. Памятник расположен в кампусе Университета Джорджа Вашингтона. Автор бронзовой статуи русский скульптор Александр Бурганов. 

## История
Министр иностранных дел России Игорь Иванов и первый заместитель госсекретаря США Строуб Толботт открыли памятник 20 сентября 2000 года. Памятник стал подарком Вашингтону от мэрии Москвы в рамках культурного обмена двух стран.
В качестве ответного шага мэрия Москвы в 2008 году решила установить на территории МГУ памятник американскому поэту Уолту Уитмену. Автором бронзовой статуи стал так же Бурганов, ее стоимость была оценена в $200 000. Монумент из бронзы и мрамора высотой 3,2 метра открыли 14 октября 2009 года. Церемония прошла с участием госсекретаря США Хиллари Клинтон, министра иностранных дел РФ Сергея Лаврова и мэра Москвы Юрия Лужкова.
Памятник служит местом для мероприятий, посвященных поэту. Например, 6 июня 2020 года послы России и Эфиопии в США возложили цветы к памятнику в честь 221-й годовщины со дня рождения русского поэта.